# Anne Ramsey
Anne Ramsey, geboren als Anne Mobley (Omaha, 27 maart 1929 – Los Angeles, 11 augustus 1988), was een Amerikaans actrice.
Ramsey werd in 1988 genomineerd voor zowel een Academy Award als een Golden Globe voor haar bijrol als Danny DeVito's overbezorgde en dominante moeder in Throw Momma from the Train. Ze kreeg daadwerkelijk Saturn Awards toegekend in 1986 (voor haar bijrol in The Goonies) en 1988 (voor Throw Momma from the Train).
Ramsey trouwde in 1954 met acteur Logan Ramsey (1920-2000), met wie ze samen bleef tot aan haar overlijden. Ze waren samen te zien op het witte doek in The Sporting Club (1971), Any Which Way You Can (1980), Say Yes (1986), Doctor Hackenstein, Scrooged (beide 1988) en Meet the Hollowheads (1989). Ze had rollen in 26 films, 39 inclusief die in televisiefilms.
Ramsey overleed in het Motion Picture & Television Country House and Hospital op 59-jarige leeftijd aan slokdarmkanker.

## Filmografie
*Exclusief 10+ televisiefilms
| - Meet the Hollowheads (1989) - Homer and Eddie (1989) - Another Chance (1989) - Scrooged (1988) - Good Old Boy: A Delta Boyhood (1988) - Love at Stake (1988) - Doctor Hackenstein (1988) - Throw Momma from the Train (1987) - Weeds (1987) - Deadly Friend (1986) - Say Yes (1986) - The Goonies (1985) - The Killers (1984) | - Class Reunion (1982) - Honky Tonk Freeway (1981) - Any Which Way You Can (1980) - The Black Marble (1980) - When You Comin' Back, Red Ryder? (1979) - Goin' South (1978) - Fun with Dick and Jane (1977) - From Noon Till Three (1976) - For Pete's Sake (1974) - Rhinoceros (1974) - Up the Sandbox (1972) - The New Centurions (1972) - The Sporting Club (1971) |

- Biblioteca Nacional de España: XX1502726
- International Standard Name Identifier: 0000 0001 1763 6847
- Library of Congress Control Number: no2001041370
- Nederlandse Thesaurus van Auteursnamen: 074202405
- Virtual International Authority File: 53799717
- WorldCat: E39PBJvt4JxcTd38ktTgF7JdQq